# Cabo Fisterra
Cabo Fisterra (hiszp. Cabo Finisterre, gal. Cabo Fisterra) – nazwa przylądka i zarazem półwyspu w Hiszpanii, w zachodniej Galicji.
Przylądek Fisterra w okresie wczesnośredniowiecznych pielgrzymek Drogą św. Jakuba uważany był za symboliczny koniec świata, w którym pielgrzymi palili swoje stare pielgrzymie ubrania oraz dokonywali obmycia w wodach Oceanu Atlantyckiego, co miało symbolizować oczyszczenie z grzechów. Najbardziej wysuniętym na zachód punktem Hiszpanii jest przylądek Touriñán, a najdalej na zachód wysuniętym punktem kontynentalnej Europy jest Przylądek Roca w Portugalii.
Przylądek Fisterra jest ostatnim punktem Szlaku św. Jakuba.
Miejsce trzech bitew morskich:
- I bitwa u przylądka Finisterre (14 maja 1747)
- II bitwa u przylądka Finisterre (25 października 1747)
- III bitwa u przylądka Finisterre (22 lipca 1805)

## Galeria

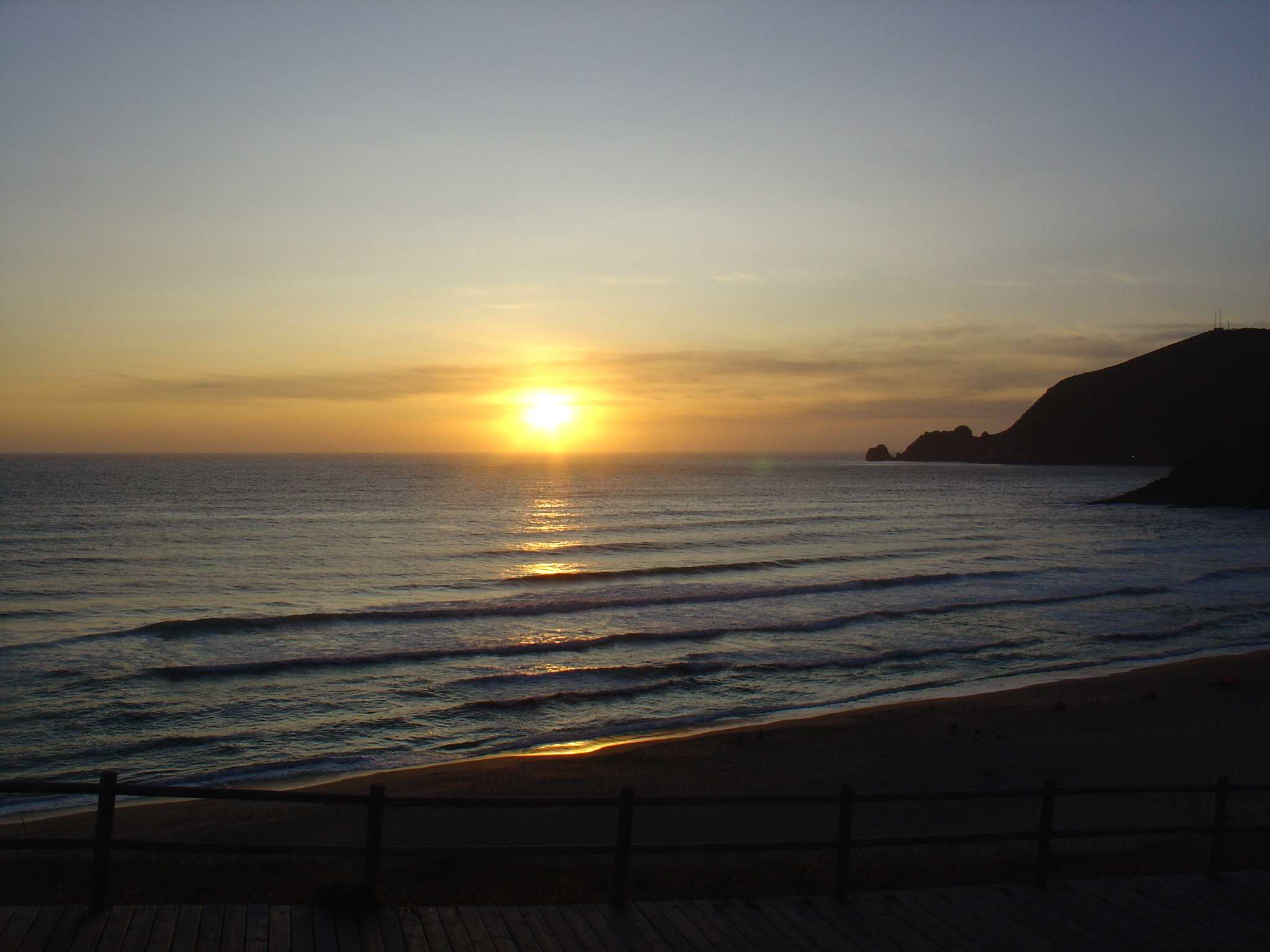
Zachód słońca na Cabo Fisterra
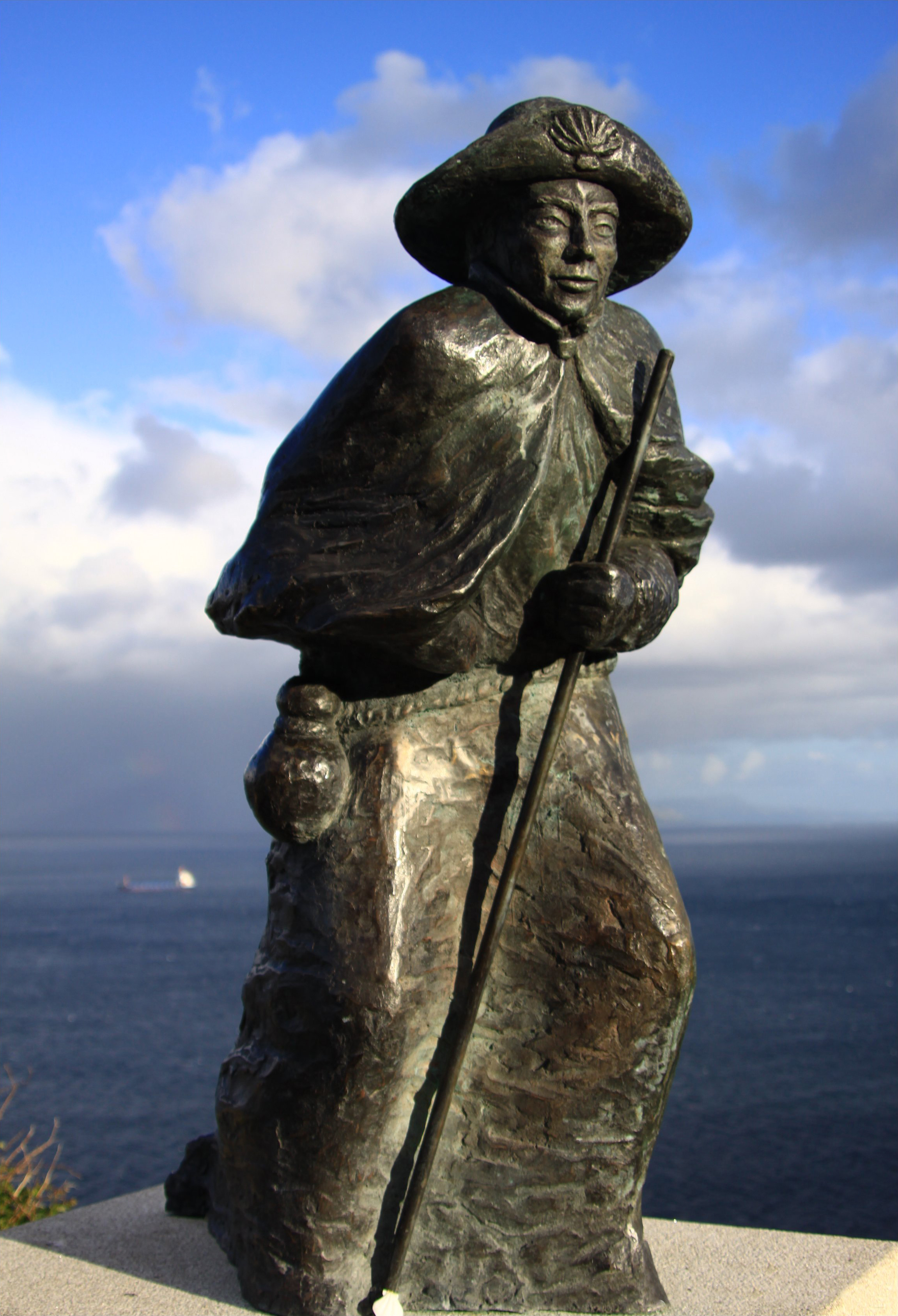
Pomnik pielgrzyma przed Cabo Fisterra
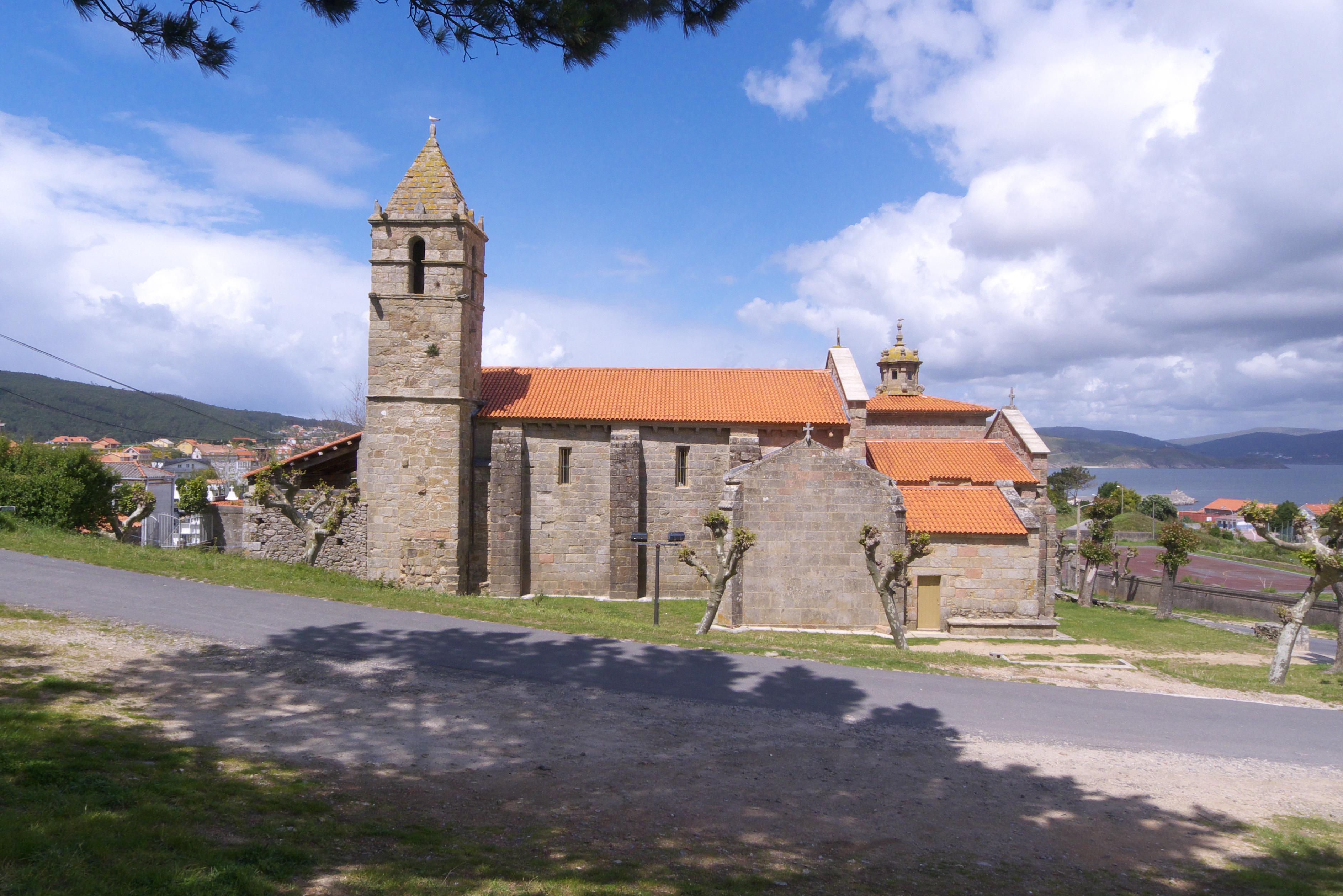
Kościół Nuestra Señora de las Arenas w Fisterra